# 馬來西亞—埃及關係
馬來西亞－埃及關係（阿拉伯语：‎）是指马来西亚和埃及之間历史上与现代的雙邊關係。埃及与马来西亚的前身馬來亞聯合邦於1957年建立正式外交關係，埃及也是最早与馬來西亞建立外交關係的國家之一。建交以來兩國高層交往頻繁，各领域来往不断。现今兩國均為伊斯兰合作组织、不結盟運動、77國集團成員國。

## 政治交流
埃及政府于马来亚联合邦1957年独立后不久後予以外交承认，并建立公使级外交关系。此后两国友好关系顺利发展，两国关系亦升格为大使级，埃及于1959年在吉隆坡设立大使馆，马来西亚政府亦于1960年在开罗设立大使馆。在印尼－馬來西亞對抗期间，马来西亚与印尼断绝邦交，但埃及驻马来西亚大使馆获得了大馬政府认可，成为印尼在马来西亚利益的委託保護國。
1976年，埃及第一夫人潔罕·薩達特首次访问马来西亚。1979年，时任埃及副总统的穆巴拉克访问吉隆坡。当年，因埃及外交上承認以色列，导致伊斯兰合作组织成员資格被中止，在此期间，马来西亚政府努力斡旋，致力于帮助埃及恢复伊合组织成员身份。2003年，时任马来西亚首相马哈迪·莫哈末也对埃及进行了访问。尽管在2011年埃及革命后，埃及政权曾更迭不断，马来西亚政府的对埃政策亦受到批评，但採取現實主義外交政策的马来西亚仍然维持着与塞西政权的友好关系。2016年，埃及加入了《東南亞友好合作條約》，有政治分析指出，加入该条约将有助于埃及加强与包括马来西亚在内的东协诸国的长期密切关系和其在多个领域合作的承诺。

## 经贸合作

### 双边贸易
据埃及貿工部统计，2021年埃及對馬來西亞的出口額达到1.267億美元，同比2020年（9400萬美元）成長了35%，埃及主要向马来西亚出口水果，磷酸鹽，化肥，金属矿石等产品。2020年，马来西亚对埃及的出口额达到4.31亿美元，主要出口棕榈油、橡胶制品、建材等，埃及也是大馬在非洲的第四大出口伙伴，仅次于尼日利亚，肯尼亚及南非。
1962年，两国政府签署贸易协定；1977年，签署经济与技术合作协议，为馬、埃两国的经贸交流提供了法理依据。1991年，埃及于吉隆坡成立商业处，马来西亚外贸促进局亦在开罗成立了分会。2003年，成立埃及-馬來西亞商人协会。

### 投资
马来西亚在埃及拥有大规模的投资，大馬政府亦相當熱衷於深化與埃及的投资合作。在20世纪70年代末80年代初期，马来西亚就开始推进对埃及等阿拉伯国家的投资。2003年，馬來西亞國家石油成功收购埃及液化天然气公司35%的股份，现今，馬來西亞國家石油也在埃及的石油行业拥有重要的地位。2021年，馬來西亞在埃及的投資總額达到6000萬美元，共有专案26件，涵盖了油氣，電力，建築工程承包，貿易，旅遊及資訊技術等領域。同年，埃及在馬來西亞的投資總額达到2000萬美元，主要涉及化學和木材等行業。

## 人文交流

### 侨民
早在20世纪初就有马来人从英屬馬來亞等地前往埃及求学，并在埃及形成了一个有规模的马来人社区，并曾经成立了属于自己的报纸《爱资哈尔的呼唤》。1930年，在埃及的马来人成立了在埃及马来人联合会，1959年，埃及总统纳赛尔为在埃及马来人联合会建立了社群总部。

### 教育学术
早在20世纪30年代，埃及爱资哈尔大学就有马来留学生就读。马来西亚独立以来至今，埃及仍然是马来西亚留学生学习伊斯兰教教义、法律及阿拉伯语的主要留学目的地之一。截至2015年，共有11,000名大馬留学生在埃及各高等院校接受高等教育。除主修伊斯兰教课程外，亦不乏主修医学科系者。2000年，马来西亚教育部与爱资哈尔大学签署了合作协议，为两国的学术交流提供了法理依据。
大馬政府也积极为埃及培训公务人员。自1980年启动馬來西亞技術合作計劃（Malaysian Technical Cooperation Programme）以來，已有数百名埃及官員接受了大馬政府的培训，涉及行政、經濟、培訓、旅遊、資訊科技、農業和外交事務等領域的培训。

### 旅行与签证

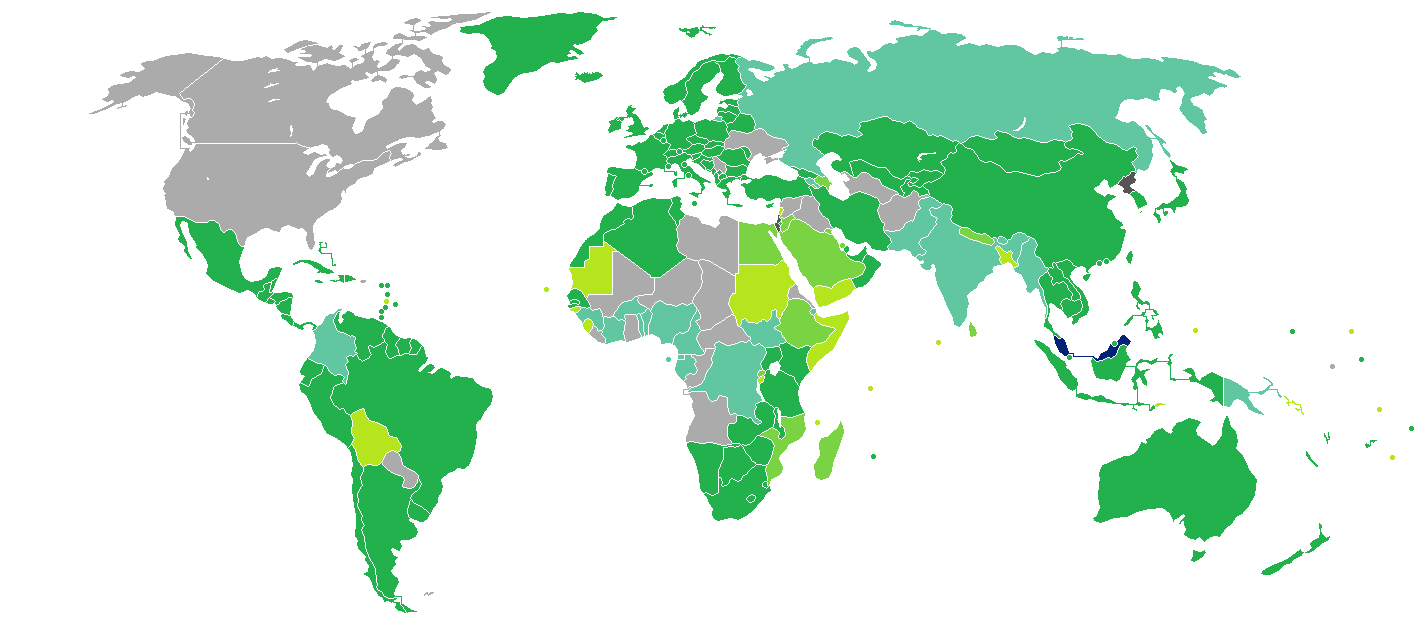
持馬來西亞護照的馬來西亞公民簽證要求分布圖：入境埃及可以免签证或电子签证。

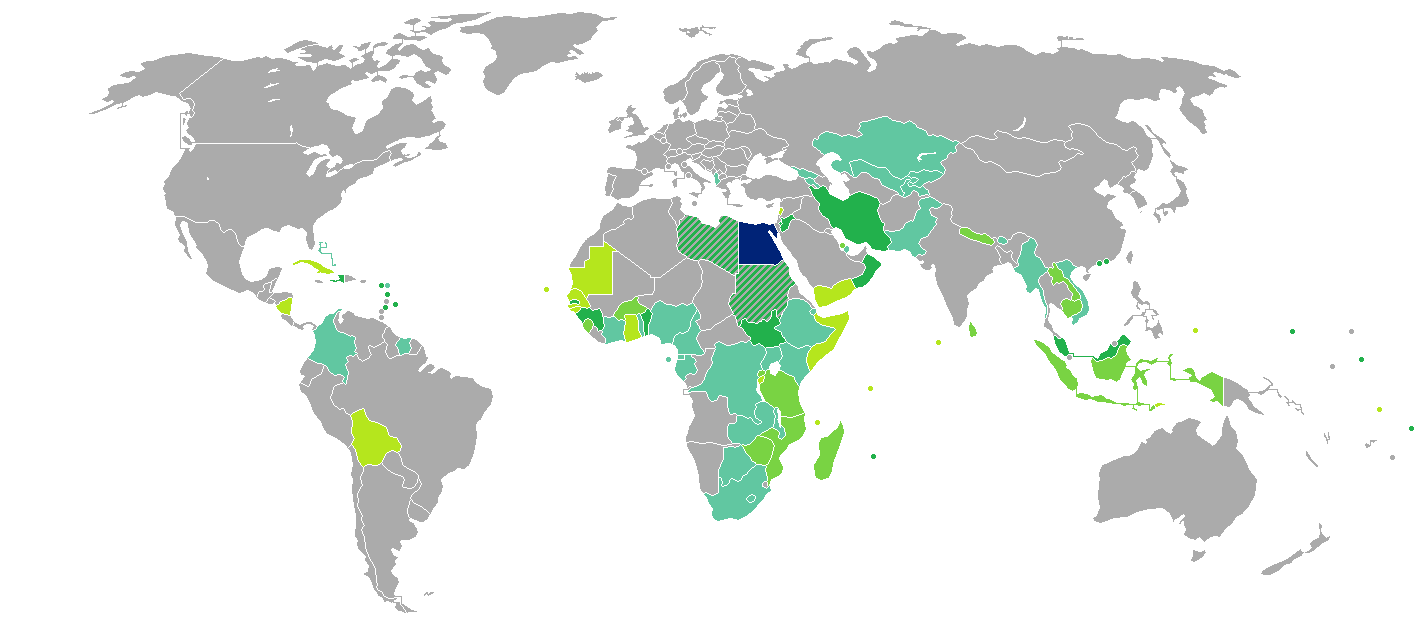
持埃及護照的埃及人口簽證要求分布圖：入境馬來西亞可以免签证。

马来西亚政府单方面给予持埃及護照的埃及公民免签证入境待遇，最多可以停留90天且不得延期。而持馬來西亞護照的馬來西亞公民可以免签证入境埃及，停留最多14天。也可以申请电子签证入境，最多停留30天。
埃及视馬來西亞為未來重要的旅遊觀光市場之一。而马来西亚旅遊、艺术及文化部也在埃及积极宣傳，吸引埃及民众前往馬來西亞旅遊。截至2017年，馬來西亞每年平均接待約17,000名埃及遊客。

### 网页及新闻报道
- . 星洲日报. : 11  [1957-12-24]. （原始内容存档于2022-10-02） （中文（新加坡））.  （页面存档备份，存于）
- . 星洲日报. : 11  [1957-09-15]. （原始内容存档于2022-10-02） （中文（新加坡））.  （页面存档备份，存于）
- . 星洲日报.   [1976-11-10]. （原始内容存档于2022-10-02） （中文（新加坡））.  （页面存档备份，存于）
- . 南洋商报. 路透社.   [1979-05-01]. （原始内容存档于2022-10-02） （中文（马来西亚））.  （页面存档备份，存于）
- . 星洲日报.   [1958-05-14]. （原始内容存档于2022-10-02） （中文（新加坡））.  （页面存档备份，存于）
- . 星洲日报.   [1977-01-09]. （原始内容存档于2022-10-02） （中文（新加坡））.  （页面存档备份，存于）
- . 南洋商报.   [1965-07-22]. （原始内容存档于2022-10-02） （中文（马来西亚））.  （页面存档备份，存于）
- . 南洋商报.   [1982-09-12]. （原始内容存档于2022-10-02） （中文（马来西亚））.  （页面存档备份，存于）
- . 星洲日报.   [1981-03-12]. （原始内容存档于2022-10-02） （中文（新加坡））.  （页面存档备份，存于）
- . 埃及國家信息服務中心（英语：State Information Service）.   [2009-07-20]. （原始内容存档于2022-10-02） （英语）. （页面存档备份，存于）
- . 埃及國家信息服務中心（英语：State Information Service）.   [2017-12-04]. （原始内容存档于2022-10-05） （英语）. （页面存档备份，存于）
- . 埃及國家信息服務中心（英语：State Information Service）.   [2017-12-04]. （原始内容存档于2022-10-05） （英语）. （页面存档备份，存于）
- . 埃及國家信息服務中心（英语：State Information Service）.   [2015-11-30]. （原始内容存档于2022-10-05） （英语）. （页面存档备份，存于）
- . 埃及國家信息服務中心（英语：State Information Service）.   [2017-12-04]. （原始内容存档于2022-10-07） （英语）. （页面存档备份，存于）
- . 马来西亚驻埃及大使馆.   [2009-07-20]. （原始内容存档于2022-10-07） （马来语）. （页面存档备份，存于）
- . 越南通讯社.   [2016-09-07]. （原始内容存档于2022-10-20）. （页面存档备份，存于）
- 葉人誠. . 经贸透视.   [2022-10-05]. （原始内容存档于2022-10-08） （中文（臺灣））. （页面存档备份，存于）
- Samer Allawy. . 半岛电视台.   [2019-03-08]. （原始内容存档于2022-10-08） （英语）. （页面存档备份，存于）
- . 马来西亚国家新闻社.   [2022-09-25]. （原始内容存档于2022-11-27） （英语）. （页面存档备份，存于）

### 期刊论文
- 孙依敏; 尚艳丽.  (PDF). 《国际石油经济》. 2009-03-10, (2): 73–75  [2022-10-02]. （原始内容存档 (PDF)于2022-10-12） （中文（中国大陆））. （页面存档备份，存于）
- 姚桂梅. . 2014-05-26  [2022-10-02]. （原始内容存档于2022-10-02） （中文（中国大陆））. （页面存档备份，存于）
- William R. Roff. . Indonesia (美国纽约州伊萨卡: 康乃爾大學出版社). 1970-04-01, 9: 73–87  [2022-10-05]. doi:10.2307/3350623. hdl:1813/53486. （原始内容存档于2022-10-05） （英语）. （页面存档备份，存于）

## 外部連結
- 埃及国家信息服务中心－馬來西亞簡介 （页面存档备份，存于）（英文）
- 马来西亚驻埃及大使馆 （页面存档备份，存于）（马来文） （英文）